# Категоризация на стадионите на УЕФА
Категоризация на стадионите на УЕФА са категории относно футболните стадиони обявени в Регулациите на УЕФА за инфраструктурата на стадионите. Според тези регулации, стадионите се категоризират като категория едно, две, три или четири (до сезон 2010/11 четвърта категория се нарича Елит). Тези категории заменят предишната система за оценка от една до пет звезди през 2006 г. Един стадион трябва да бъде категория 4, за да приеме мачове от плейофите на Шампионска лига или от основния турнир. Изисква се също категория 4, за да се приемат мачове от основния турнир на Лига Европа или на Европейско първенство по футбол.

## Описание
Ако стадионът има сгъваем покрив, употребата му се определя след консултация между делегата на УЕФА и главния съдия.
Въпреки че минималният капацитет за категория 4 е 8000, нито един стадион с по-малко от 40 000 места не е избиран да приеме финал на Лига Европа и с по-малко от 60 000 – за финал на Шампионска лига, откакто тези критерии са обявени през 2006 г.
След финала на Шампионска лига през 2007 г., президентът на УЕФА Мишел Платини заявява, че иска финалите на турнира да се провеждат на стадиони със среден капацитет 70 000, за да се избегнат проблеми със сигурността.

## Главни разлики между категориите
| Критерий                                                         | Категория 1                                       | Категория 2                          | Категория 3                      | Категория 4                   |
| ---------------------------------------------------------------- | ------------------------------------------------- | ------------------------------------ | -------------------------------- | ----------------------------- |
| Терен                                                            | 100 до 105 м дълъг, 64 до 68 м широк              | 100 до 105 м дълъг, 64 до 68 м широк | 105 м дълъг, 68 м широк          | 105 м дълъг, 68 м широк       |
| Минимален размер на съблеканята за съдии                         | n/a                                               | n/a                                  | 20 м2                            | 20 м2                         |
| Минимална мощност на осветлението                                | според преценката на ТВ компанията, която излъчва | 800 лукса, осветяване на терена      | 1400 лукса, осветяване на терена | 1400 лукса, всички посоки     |
| ВИП паркинг                                                      | 20                                                | 50                                   | 100                              | 150                           |
| Правостоящи зрители                                              | да                                                | не                                   | не                               | не                            |
| Минимален капацитет на седящи места                              | 200                                               | 1500                                 | 4500                             | 8000                          |
| Общ минимален брой ВИП места                                     | 50                                                | 100                                  | 250                              | 500                           |
| ВИП места за гостуващия отбор                                    | 10                                                | 20                                   | 50                               | 100                           |
| Площ на ВИП ложите                                               | n/a                                               | n/a                                  | n/a                              | 400 м2                        |
| Минимална площ за работа на медиите                              | 50 м2                                             | 100 м2 на 50 души                    | 100 м2 на 50 души                | 200 м2 на 75 души             |
| Минимален брой фотографи                                         | n/a                                               | n/a                                  | 15                               | 25                            |
| Минимално пространство за платформата на ТВ камери               | 4 м2 за поне 1 камера                             | 6 м2 за 2 камери                     | 6 м2 за 2 камери                 | 10 м2 за 4 камери             |
| Минимален брой места в прес-ложата                               | 20, 5 от тях с маси                               | 20, 10 от тях с маси                 | 50, 25 от тях с маси             | 100, 50 от тях с маси         |
| Минимален брой коментаторски места                               | 2                                                 | 3                                    | 5                                | 25                            |
| Минимален брой на ТВ студия                                      | 1 стая, която може да бъде преоборудвана          | 1                                    | 2                                | 2, поне 1 с изглед към терена |
| Минимален брой позиции за интервю след мач                       | n/a                                               | n/a                                  | n/a                              | 4                             |
| Минимално пространство на паркиралите микробуси, излъчващи по ТВ | 100 м2                                            | 200 м2                               | 200 м2                           | 1000 м2                       |
| Минимален брой места в залата за пресконференции                 | поне 1                                            | 30                                   | 50                               | 75                            |

|  | Тази страница частично или изцяло представлява превод на страницата UEFA stadium categories в Уикипедия на английски. Оригиналният текст, както и този превод, са защитени от Лиценза „Криейтив Комънс – Признание – Споделяне на споделеното“, а за съдържание, създадено преди юни 2009 година – от Лиценза за свободна документация на ГНУ. Прегледайте историята на редакциите на оригиналната страница, както и на преводната страница, за да видите списъка на съавторите. ВАЖНО: Този шаблон се отнася единствено до авторските права върху съдържанието на статията. Добавянето му не отменя изискването да се посочват конкретни източници на твърденията, които да бъдат благонадеждни. |